# 井上一雄
井上 一雄（いのうえ かずお、1914年8月1日 - 1949年5月3日）は、日本の漫画家。

## 略歴
東京出身。長野県伊那中学校（現・長野県伊那北高等学校）在学中、肋膜炎を患ったため学校を中退。以後、十数年に渡って闘病生活を送ることになる。左足が不自由となる後遺症を負ったほか、戦後には関節炎を発症する。
病床で原稿を描き、少年雑誌へ投稿を続けた井上は、1934年に雑誌『少年倶楽部』への投稿が認められて漫画家としてデビューし、同誌で『愉快小僧』『健ちゃんの鍛練』などを連載。
戦後には活動の中心を『漫画少年』に移して執筆活動を続ける。その中でも野球漫画『バット君』が代表作として知られ、同誌に連載を持つ6人の児童漫画家（原一司、長谷川町子、倉金章介、古沢日出夫、沢井一三郎、芳賀まさお）とともに「七福人」と称されるに至るが、『バット君』未完のまま34歳で急逝した。

## 主な作品
- 愉快小僧（1938年 - 1941年、少年倶楽部で連載）
- 健ちゃんの鍛錬（1942年、少年倶楽部で連載）
- バット君（1947年 - 1949年、漫画少年で連載）
- 投手の正ちゃん（1948年 - 1949年、野球少年で連載）